# Mona Lisa and the Blood Moon
 (juillet 2021).
Si vous disposez d'ouvrages ou d'articles de référence ou si vous connaissez des sites web de qualité traitant du thème abordé ici, merci de compléter l'article en donnant les références utiles à sa vérifiabilité et en les liant à la section « Notes et références ».
Pour plus de détails, voir Fiche technique et Distribution.
Mona Lisa and the Blood Moon est un thriller fantastique américain écrit et réalisé par Ana Lily Amirpour et sorti en 2021. Il met en vedette Kate Hudson, Jeon Jong-seo, Ed Skrein, Evan Whitten et Craig Robinson.
Le film a été présenté en première mondiale au 78e Festival international du film de Venise le 5 septembre 2021. Il est sorti aux États-Unis le 30 septembre 2022 par Saban Films.

## Synopsis
Mona Lisa Lee est une patiente dans un établissement psychiatrique près de la Nouvelle-Orléans. Après avoir enduré en silence des traitements abusifs, elle utilise un pouvoir télépathique pour s'échapper, blessant plusieurs ouvriers qui se dressent sur son chemin. Errant la nuit dans les rues sans aucun but, elle rencontre divers inconnus, certains hostiles ou menaçants. Son comportement étrange l'attire à l'attention d'un policier, l'officier Harold, qui tente de l'arrêter. Elle utilise son pouvoir pour lui faire se tirer une balle dans le genou.
Ensuite, elle sauve une femme, Bonnie Belle, qui perd une bagarre sur le parking d'un fast-food. Bonnie Belle, une strip-teaseuse mère célibataire, se lie d'amitié avec Mona Lisa et la ramène chez elle. Mona se lie d'amitié avec le jeune fils de Bonnie, Charlie.
Bonnie exploite le pouvoir de Mona Lisa pour voler un homme à un guichet automatique et pour extorquer des pourboires involontaires aux clients de la discothèque où elle danse. Les actions de Mona Lisa la portent à l'attention de l'agent Harold, alors qu'il poursuit son enquête. Lorsqu'il confronte les deux femmes, les actions de Bonnie amènent Mona Lisa à voir clair et elle met fin à l'amitié. Seule, Bonnie est attaquée et violemment battue par un groupe d'hommes qu'elle avait escroqué plus tôt.
Mona Lisa décide de quitter la ville et propose d'emmener Charlie avec elle. Charlie accepte. Lorsqu'ils sont presque appréhendés par l'agent Harold à l'aéroport, Charlie crée une diversion pour que Mona Lisa puisse s'échapper.

## Fiche technique
Sauf indication contraire, les informations mentionnées dans cette section peuvent être confirmées par la base de données cinématographiques IMDb,  présente dans la section « Liens externes ».
- Titre français et original : Mona Lisa and the Blood Moon
- Réalisation et scénario : Ana Lily Amirpour
- Direction artistique : Jarrette Moats
- Décors : Monique Champagne
- Costumes : Natalie O'Brien
- Photographie : Pawel Pogorzelski
- Montage : Taylor Levy
- Musique : Daniele Luppi
- Pays d'origine :  États-Unis
- Format : Couleurs - 35 mm - 2,35:1
- Genre : fantastique, thriller
- Durée : 106 minutes
- Date de sortie :
  - Italie : 5 septembre 2021 (Mostra de Venise)

## Distribution
- Kate Hudson : Bonnie "Bonnie Belle" Hunt
- Ed Skrein : Fuzz
- Craig Robinson : l'officier Harold
- Jeon Jong-seo : Mona Lisa Lee
- Evan Whitten : Charlie Hunt

## Distinction

### Sélection
- Mostra de Venise 2021 : en compétition